# Venezianische Gotik

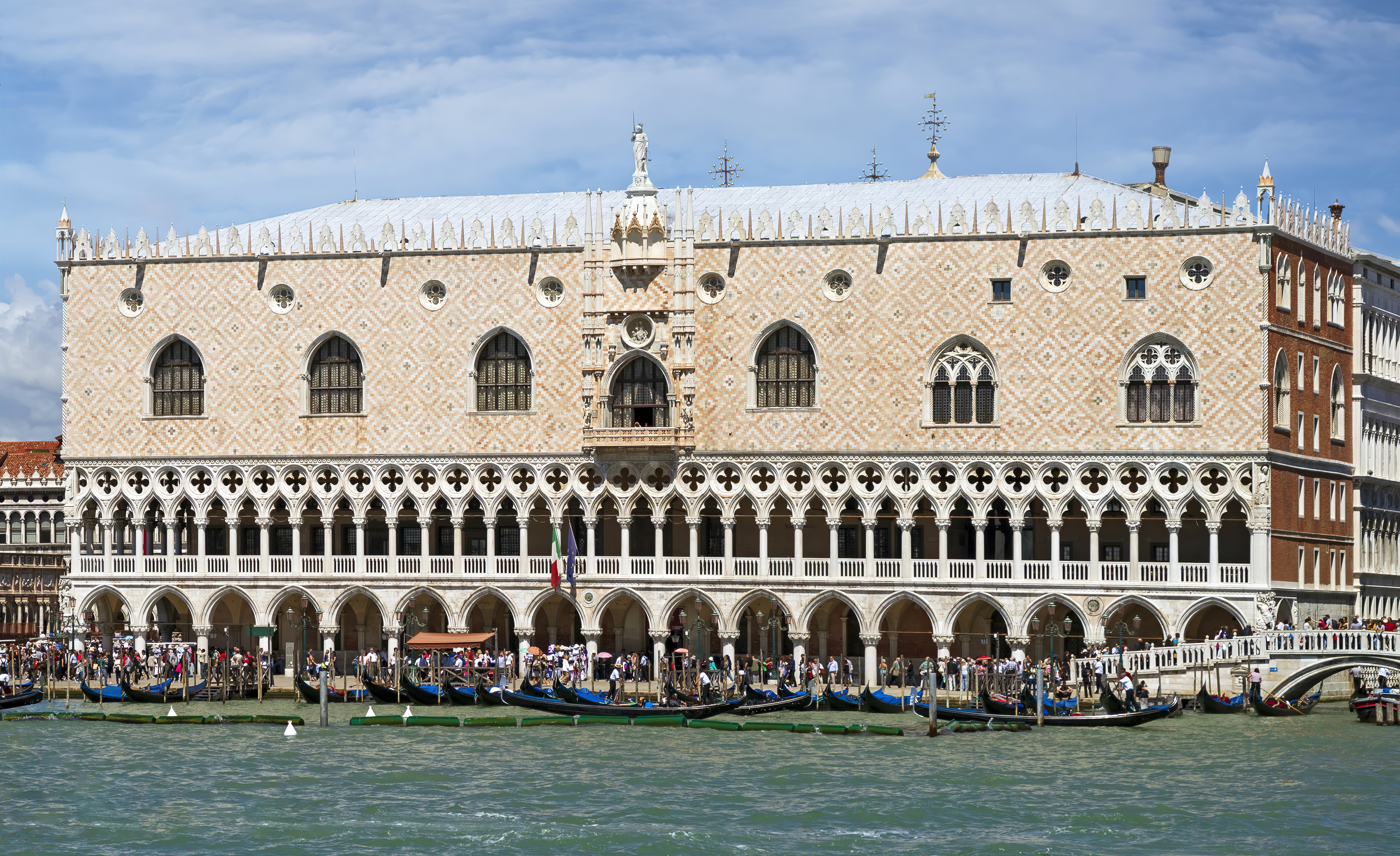
Dogenpalast (Venedig)

Die venezianische Gotik ist ein Baustil, der im 14. Jahrhundert in Venedig entstand. Er ist eine Mischung aus byzantinischen Stilen, maurischen Einflüssen und der italienischen Frühgotik. Im 19. Jahrhundert prägte er die viktorianische Neogotik. Bekannte Beispiele sind der Dogenpalast oder das Ca’ d’Oro.

## Geschichte

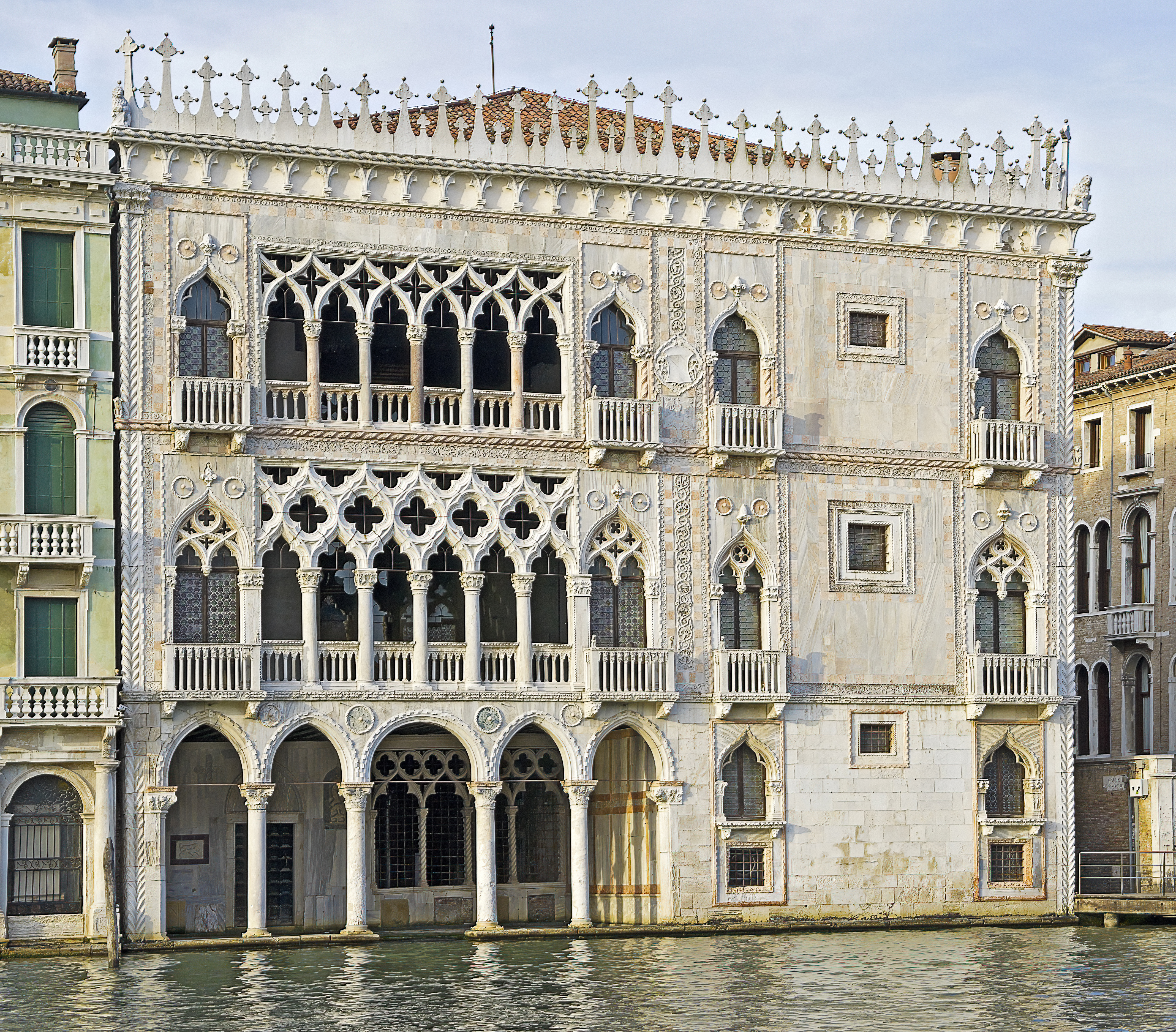
Das Ca’ d’Oro in Venedig

Die venezianische Gotik entstand zu einer Zeit des Wohlstands, in der die reiche Oberschicht sich den Bau neuer Kirchen und Häuser finanzierte. Der gotische Stil wurde durch Mönche nach Venedig gebracht, während die vielen Seefahrer den byzantinischen und den maurischen Stil mitbrachten. Am Anfang war jedoch der einzige Unterschied zur italienischen Gotik das Baumaterial. Erst als der Ausbau des Dogenpalastes begann, wurde die venezianische Gotik zum eigenen Stil. Auch der Markusdom wurde gotisch umgebaut. Die venezianische Gotik reduzierte die Größe und das Gewicht auf das Nötigste, um ein Gebäude auf den Pfahlgründungen von Venedig zu tragen. In der Stadt entstanden bis in die zweite Hälfte des 15. Jahrhunderts Gebäude in der venezianischen Gotik.

### Wiederbelebung
Im 19. Jahrhundert inspirierten die Schriften von John Ruskin die Wiederbelebung des Stils. Vor allem seine Abhandlung Die Steine von Venedig hatte großen Einfluss auf die Wiederbelebung des Stils. Aufgrund des Platzmangels waren die Paläste meist sehr hoch und hatten auch keine platzverschwendenden Höfe oder Anbauten, was den Architekten des 19. Jahrhunderts recht gelegen kam. Zu den bekanntesten Architekten dieser Zeit gehören unter anderem Frank Furness, Richard Norman Shaw und Frederick William Stevens.

## Beschreibung
Die venezianische Gotik zeichnet sich vor allem durch Loggien, so wie die charakteristischen Bögen aus. Diese Bögen entwickelte sich aus dem Ogee-Bogen. Im 14. und 15. Jahrhundert änderten sich nicht nur die Proportionen der zentralen Hallen eines Palastes der venezianischen Gotik, des sogenannten Portego, von einem „T“ zu einem „L“, sondern auch die Form der Bögen. Diese zentrale Halle wurde nun oft durch eine Loggia geöffnet.

### Islamischer und byzantinischer Einfluss
Der islamische Stil hatte vor allem Einfluss auf die Verwendung von Farbe und Mustern der venezianischen Gotik an den Außenwänden der Gebäude. Die vielen Seefahrer brachten den Stil nach Venedig.
Der islamischen-, aber auch der byzantinischen Einflüsse wurde von der römischen Architektur abgeleitet. Der islamische Einfluss kam vermutlich aus Sizilien und Süditalien, möglicherweise aus al-Andalus und der byzantinische Einfluss kam aus Konstantinopel.

## Paläste

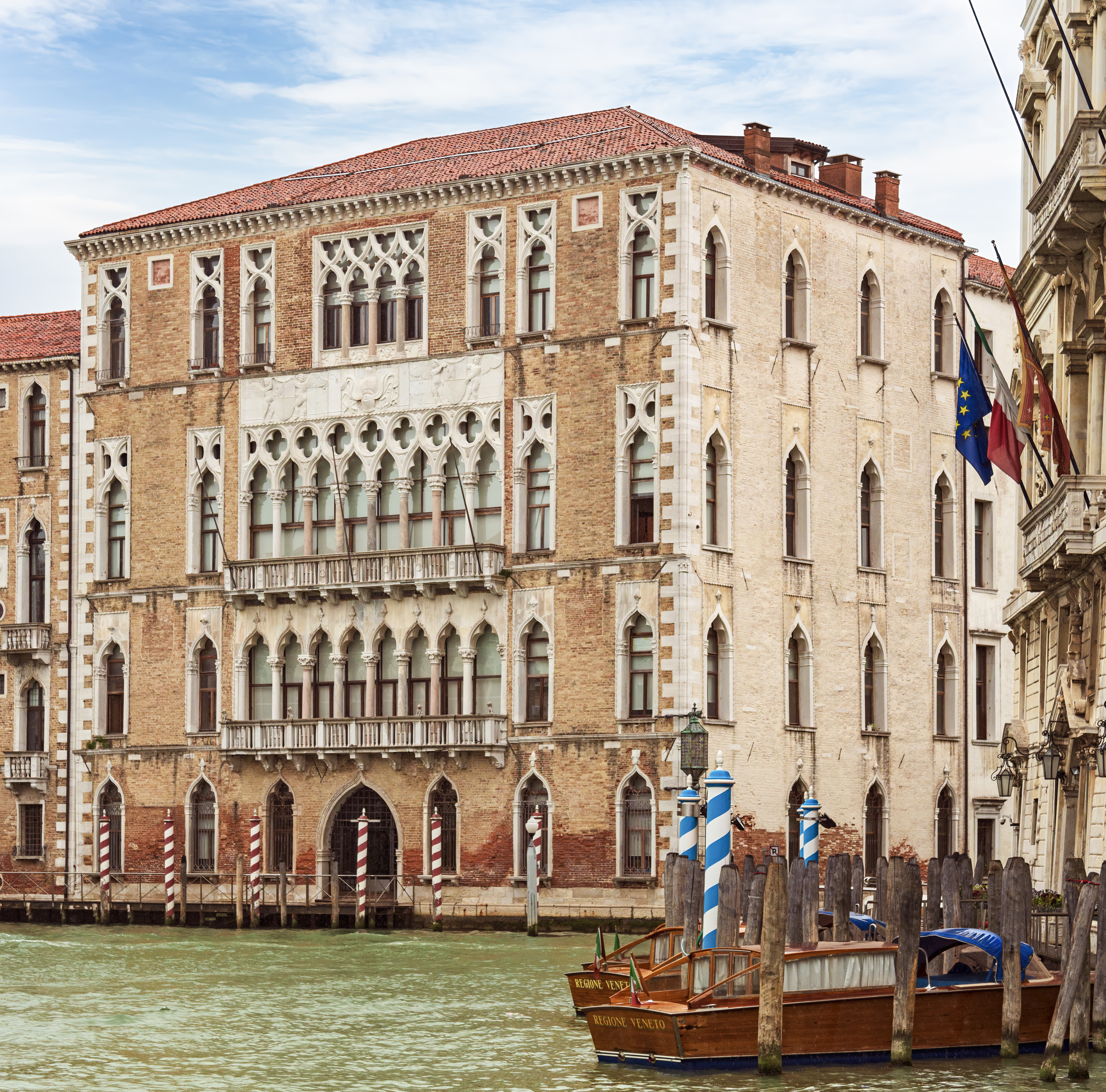
Das Ca’ Foscari in Venedig

Im Gegensatz zu den Palästen oder Häusern wohlhabender Familien in anderen italienischen Städten war die Verteidigung kein großes Anliegen für venezianische Paläste. Dadurch, dass das Stadtzentrum sehr überfüllt war, wurden die Paläste oft viele Stockwerke hoch gebaut. Da der einzige Zugang für Licht meist nur die Vorderfassade war, mussten hier meist große Fenster gebaut werden.
Da die Erdgeschosse oft überschwemmt wurden, bestanden diese meist nur aus wenigen Räumen und einer Treppe, die zu den oberen, meist sehr niedrigen Räumen führte. Auf der Kanalseite der Paläste befand sich meist ein Portikus, der zum Be- und Entladen von Waren diente und zu einem Raum namens Androne führte, in dem sie gelagert wurden. Im Obergeschoss befand sich ein Raum namens Portego, der vor allem zum Essen und für Unterhaltungen diente. Auf der Rückseite befand sich oft eine Treppe die zum Hof führte.